# Chloris (nymphe)
Pour les articles homonymes, voir Chloris.
Dans la mythologie grecque, Chloris (en grec ancien Χλωρίς / Khlōris) est une limoniade, une nymphe des fleurs et des plantes des îles Fortunées (aujourd'hui Canaries). Son nom est un dérivé du mot grec χλωρός / khlōrós (vert), racine du mot chlorophylle.
Elle est appelée Flora par les Romains.

## Étymologie
Chloris  vient du grec ancien χλωρός / khlōrós, signifiant « vert tendre, d’un jaune verdâtre ».

## Mythe
Zéphyr l'aima, la ravit et en fit son épouse (ce qui, comme le souligne Ovide lui-même, était un parallèle avec l'histoire de son frère Borée et Orithyia), la conservant dans l'éclat de la jeunesse et lui donnant l'empire des fleurs. Leur hymen se célébra au mois de mai et les poètes, en décrivant les saisons, n'oublient pas de donner une place à ces deux époux dans le cortège du Printemps. On prête au couple un fils, Carpos, le dieu des fruits.
On pensait également que Chloris était responsable des transformations d'Adonis, Attis, Crocus, Hyacinthe et Narcisse en fleurs.

## Chloris dans l'art
Le thème de Chloris et Zéphyr est très populaire chez les artistes de la Renaissance et de la période classique, dans la peinture comme dans la sculpture. 

### Dans la peinture
Le couple est ainsi représenté par Botticelli dans Le Printemps et La Naissance de Vénus ainsi que par Giambattista Tiepolo sous le nom de Flore dans un tableau conservé à la Ca' Rezzonico.

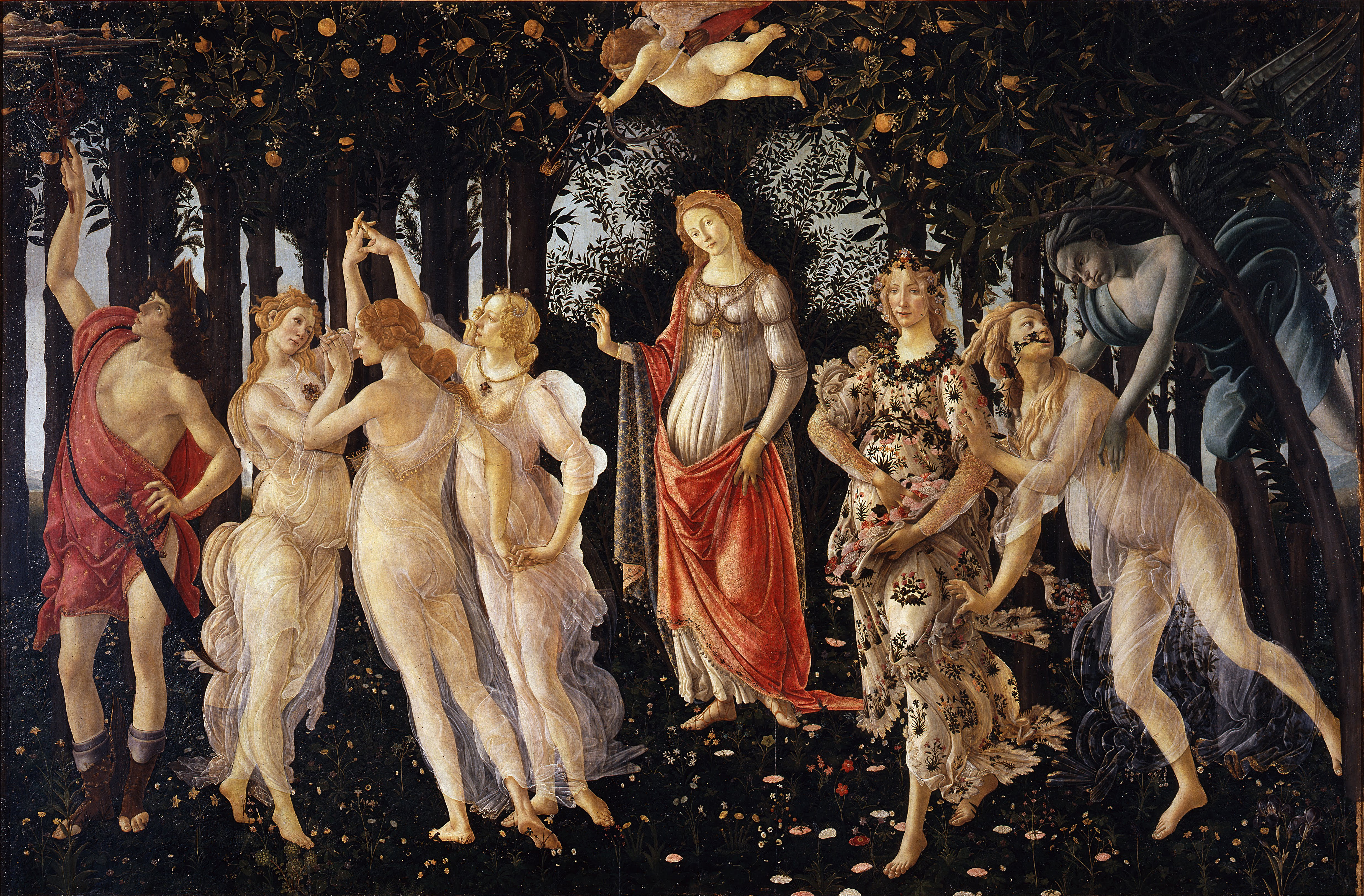
Sandro Botticelli, Le Printemps (environs 1480), Florence, galerie des Offices.
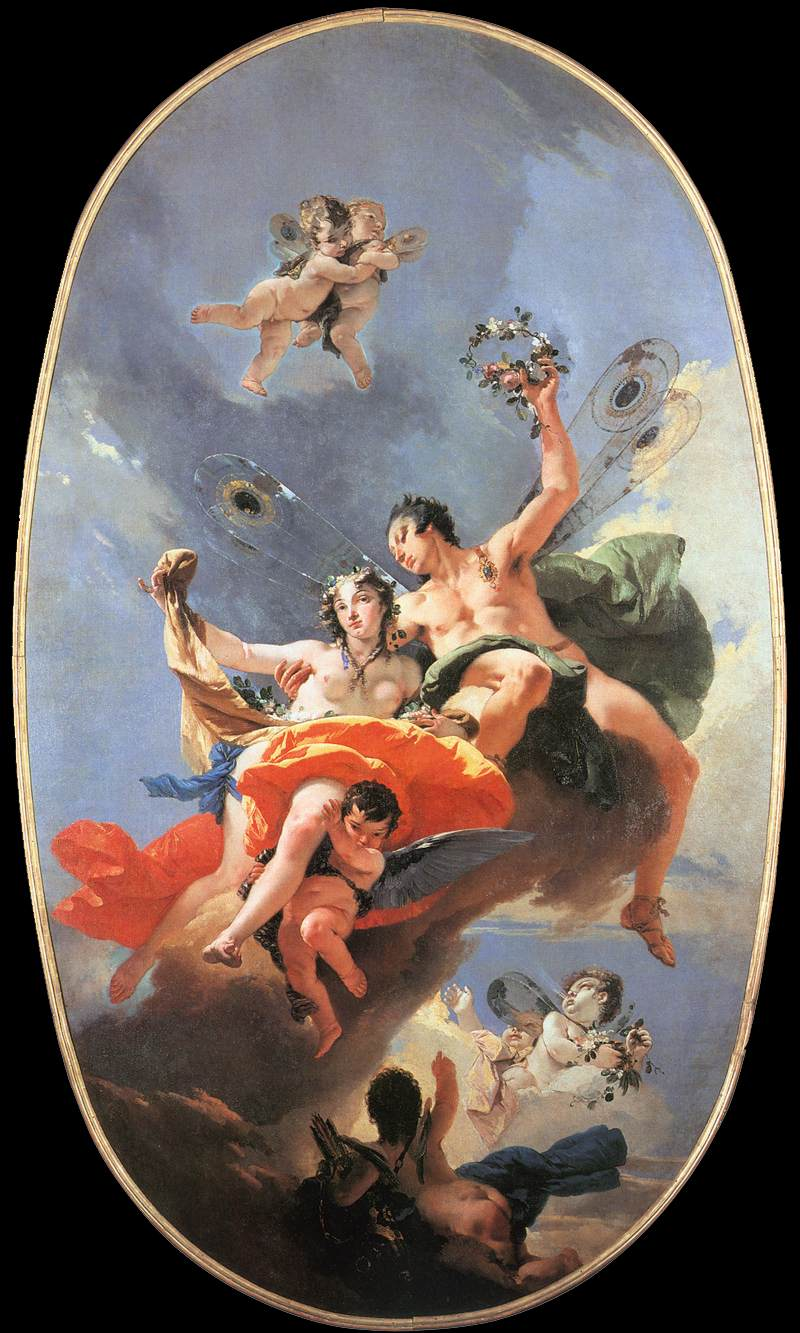
Giambattista Tiepolo, Zéphyr et Flore (1730–1735), Venise, Ca' Rezzonico.
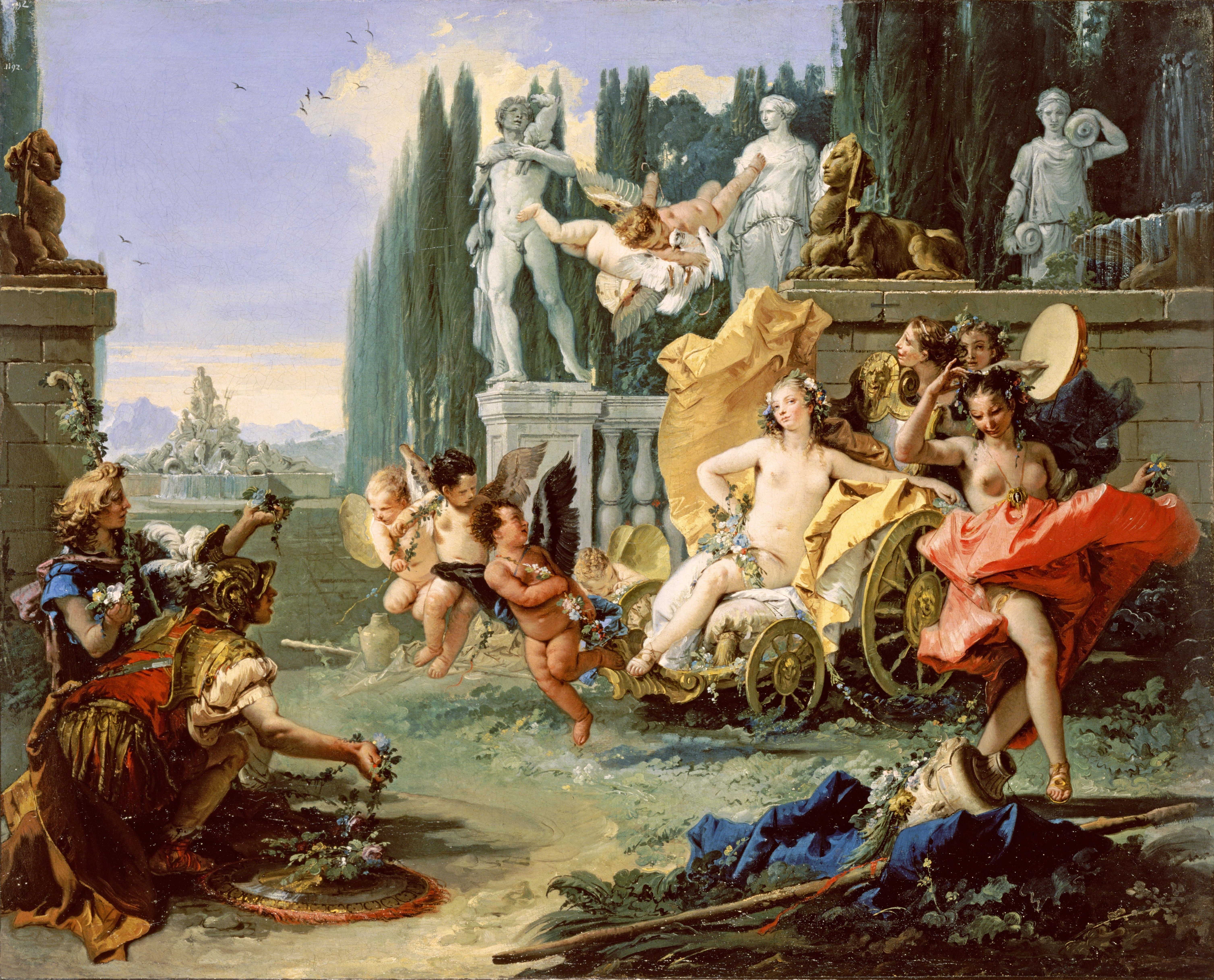
Giambattista Tiepolo, L'Empire de Flore (1730–1735), musée des Beaux-Arts de San Francisco.
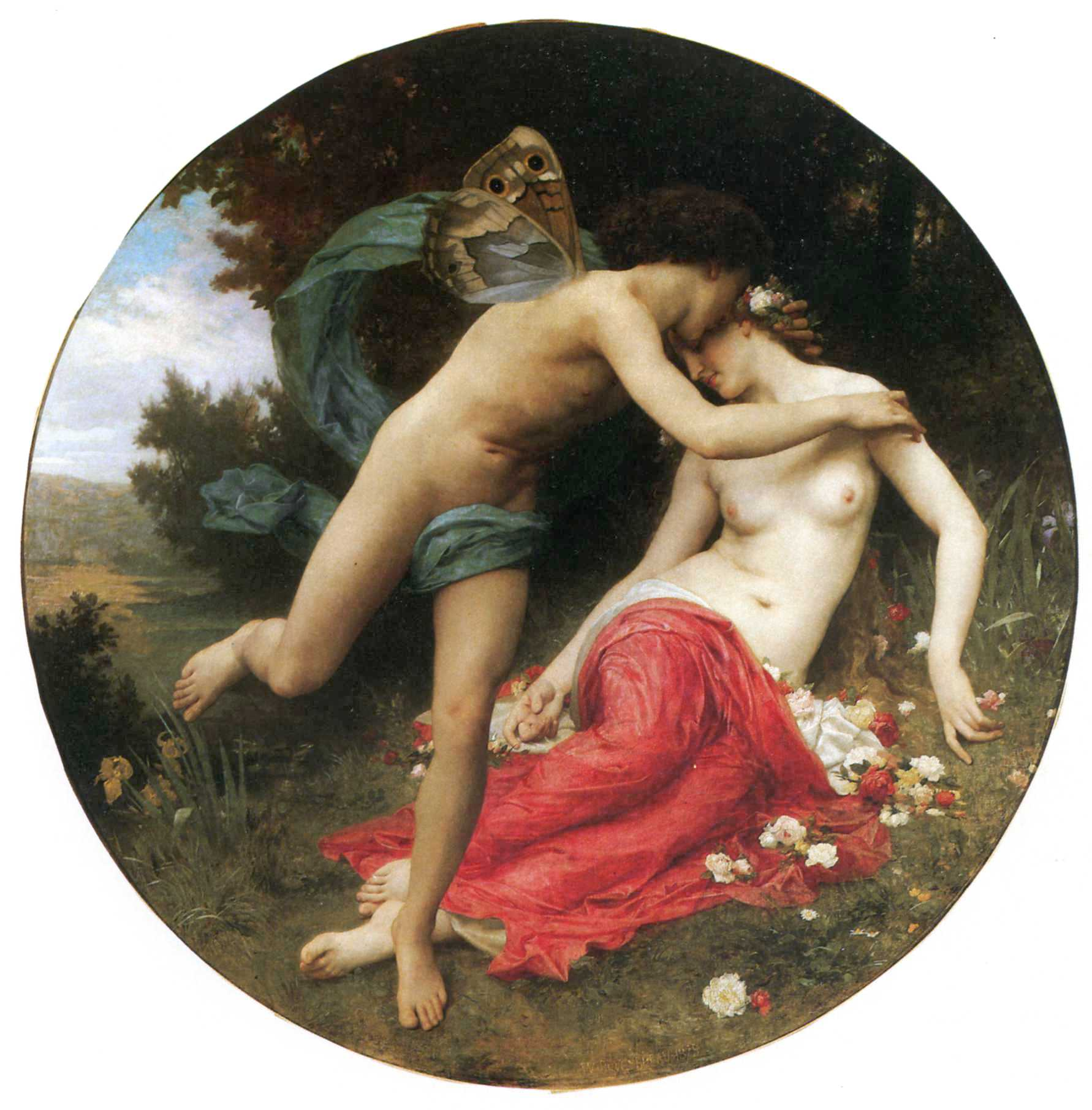
William Bouguereau, Flore et Zéphyr (1875), musée des Beaux-Arts de Mulhouse.

### Dans la sculpture
Chloris est aussi beaucoup représentée dans la sculpture.

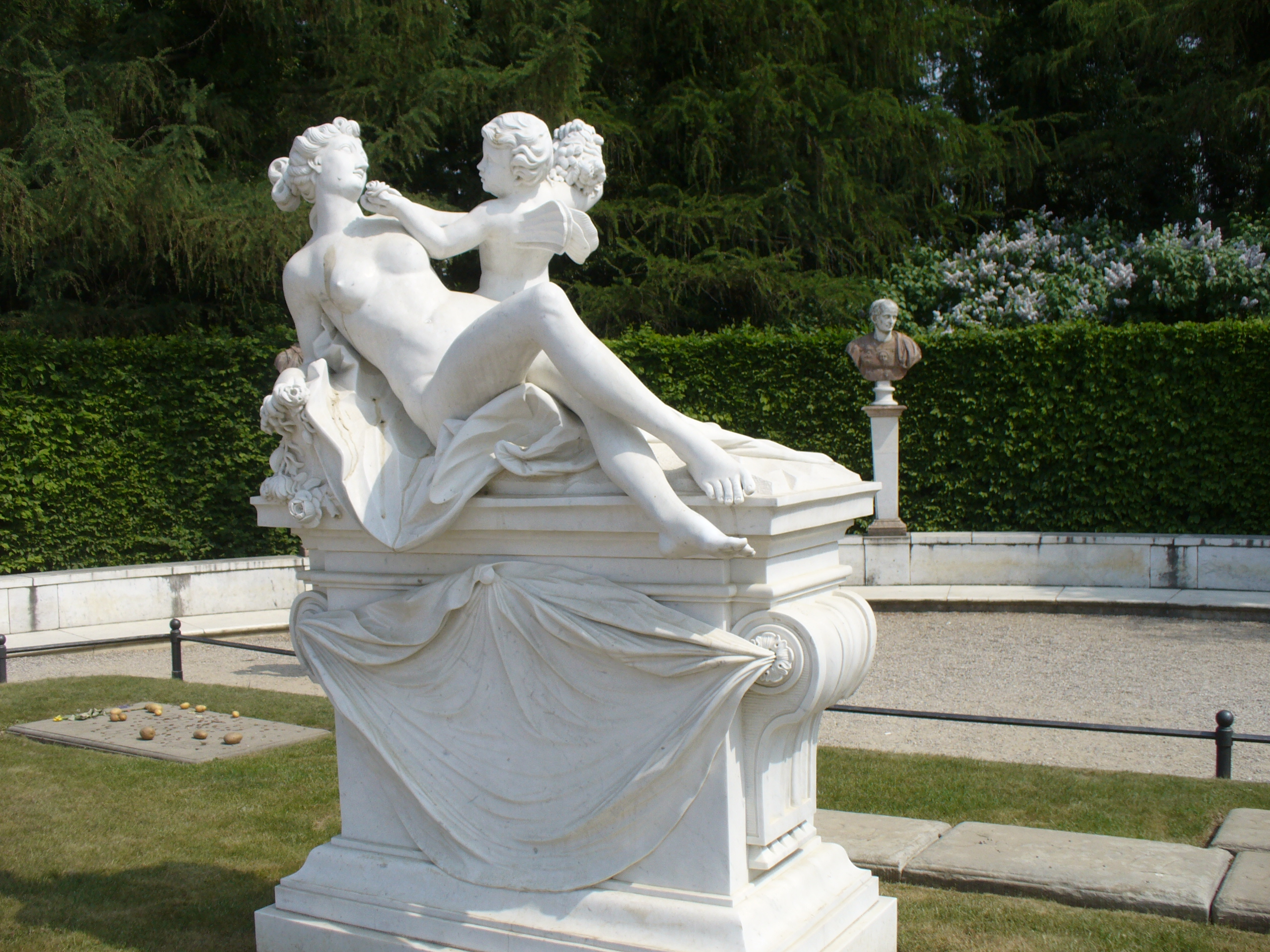
François Gaspard Adam, Flore et Zéphyr (1749), marbre, Potsdam, palais de Sanssouci.
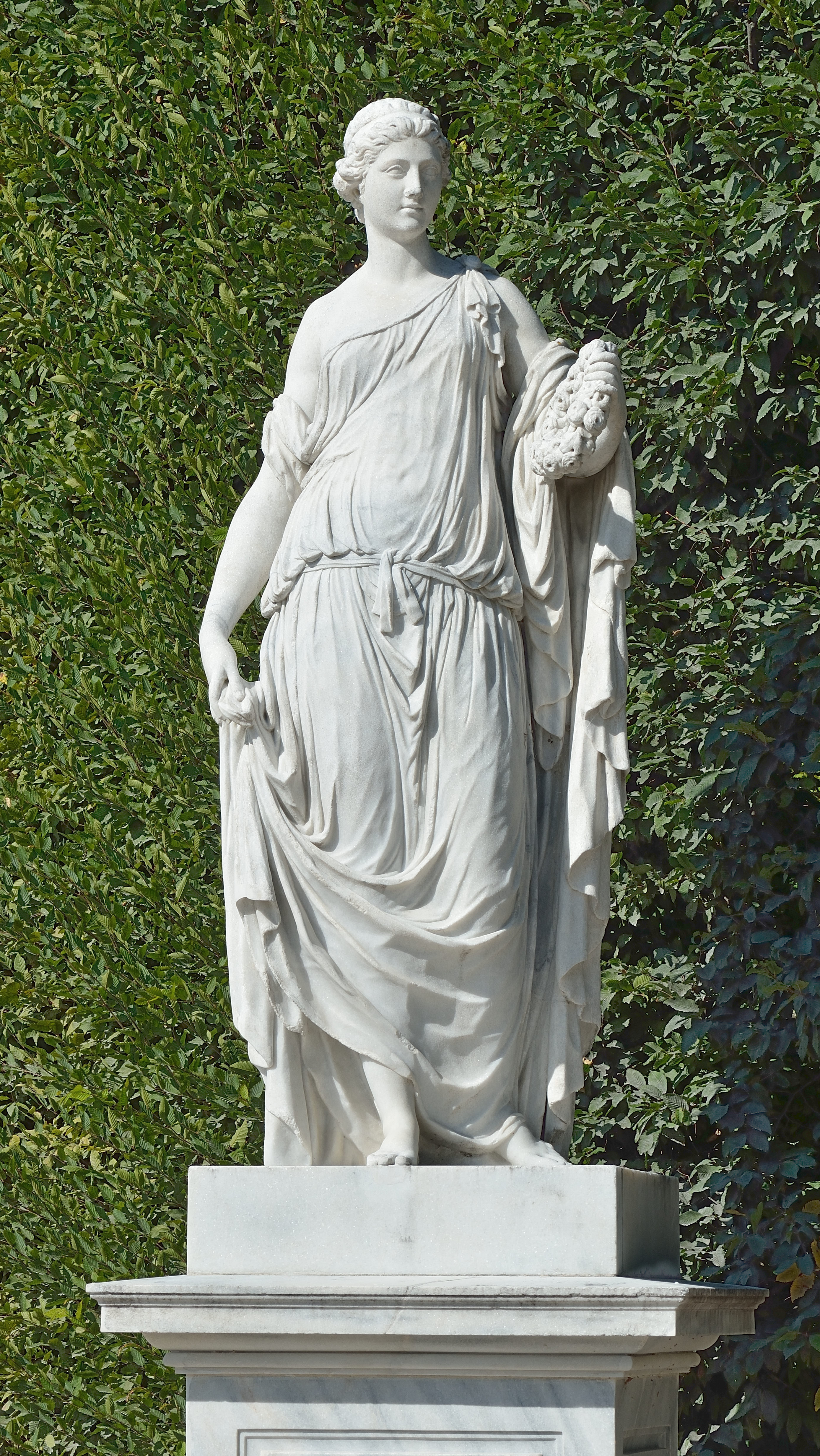
Johann Wilhelm Beyer (en), Zéphyr et Flore (entre 1773 et 1780), palais de Schönbrunn.
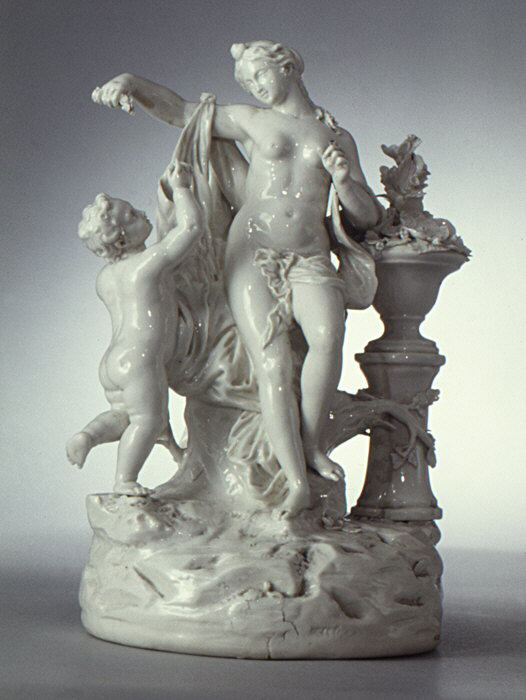
Jean-Pierre Varion, Flore avec des enfants (vers 1778–1785), porcelaine, New York, Metropolitan Museum of Art.

## En astronomie
(410) Chloris, un astéroïde de la ceinture principale découvert par Auguste Charlois le 7 janvier 1896, a été nommé d'après la nymphe.